# Gas Powered Games
Gas Powered Game е фирма за производство на компютърни игри и видео игри. Създадена е от Крис Тайлър през 1998 година. Центърът на компанията е в Редмонд, Вашингтон. Една от първите известни игри на фирмата е 3-D ролевата игра Dungeon Siege. През 2003 година е измислено разширение на играта Dungeon Siege: Legends of Aranna. Друга успешна игра е Supreme commander.

## Игри създадени от фирмата
- Dungeon Siege – 2002 (PC)
- Dungeon Siege: Legends of Aranna (expansion pack for Dungeon Siege) – 2003 (PC)
- Dungeon Siege II – 2005 (PC)
- Dungeon Siege II: Broken World (expansion Pack for Dungeon Siege 2) – 2006 (PC)
- Supreme Commander – 2007 (PC)
- Supreme Commander: Forged Alliance – 2007 (PC)
- Space Siege – 2008 (PC)
- Demigod – 2009 (PC)
- Supreme Commander 2 – 2010 (PC, X360)
- Dungeon Siege III – TBA